# Арісвере
А́рісвере (ест. Arisvere küla) — село в Естонії, у волості Паюзі повіту Йиґевамаа.

## Населення
Чисельність населення на 31 грудня 2011 року становила 38 осіб.

## Географія
Село межує з селом Вяльятаґузе.
Через село проходять автошляхи 161 і 165 (Тапіку — Кирккюла).